# José Benito Churriguera
José Benito Churriguera (1665 - 1725) est un architecte et sculpteur espagnol qui donna son nom à un style baroque espagnol, le churrigueresque.
Il est notamment le concepteur du retable de l'église dominicaine de San Esteban, à Salamanque, dont les plans datent de 1693.

## Œuvre
José Benito Churriguera a notamment réalisé le palais Goyeneche (es), où sied l'Académie royale des Beaux-Arts Saint-Ferdinand.

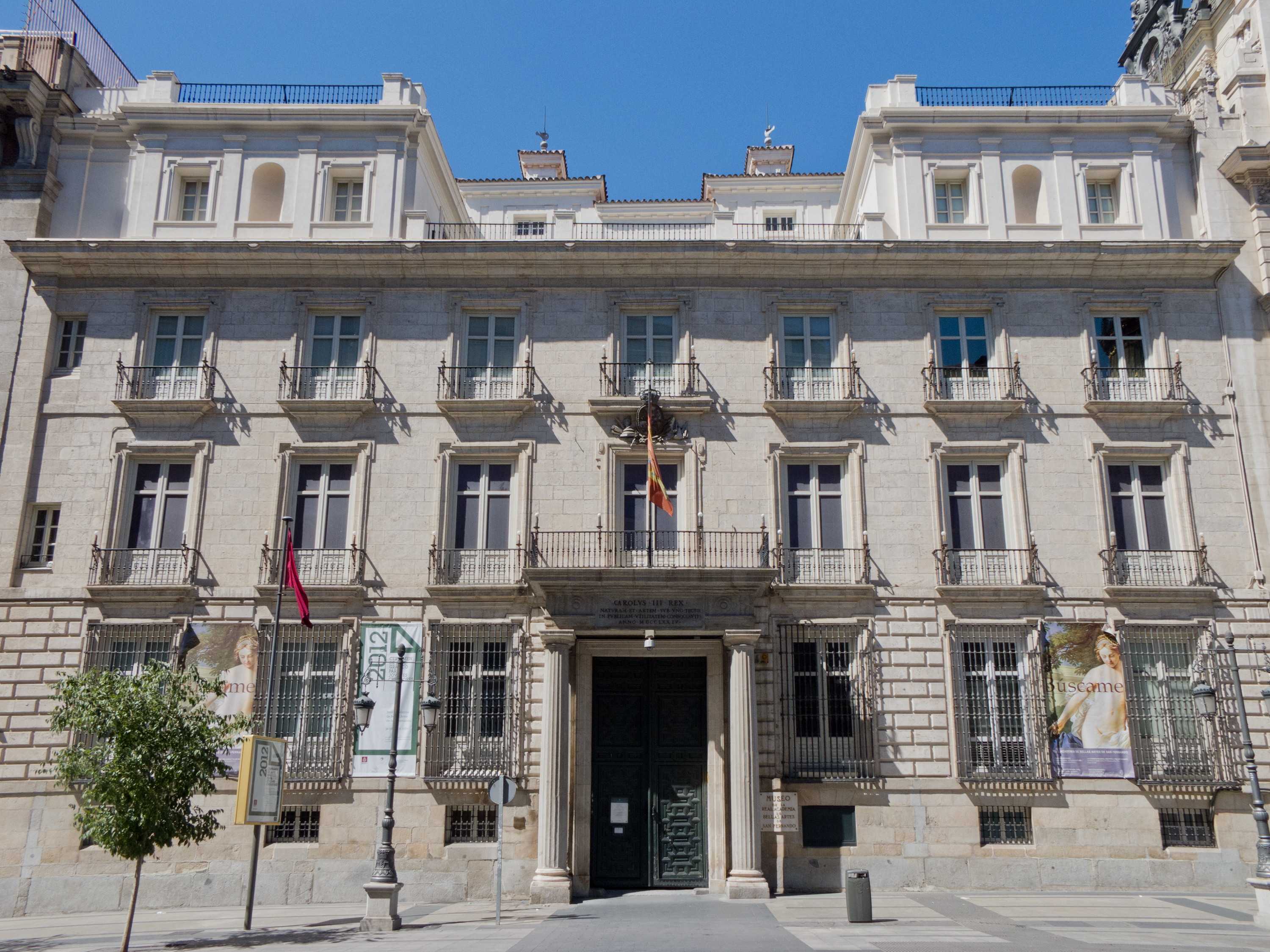
Façade de l'Académie royale des Beaux-Arts Saint-Ferdinand.
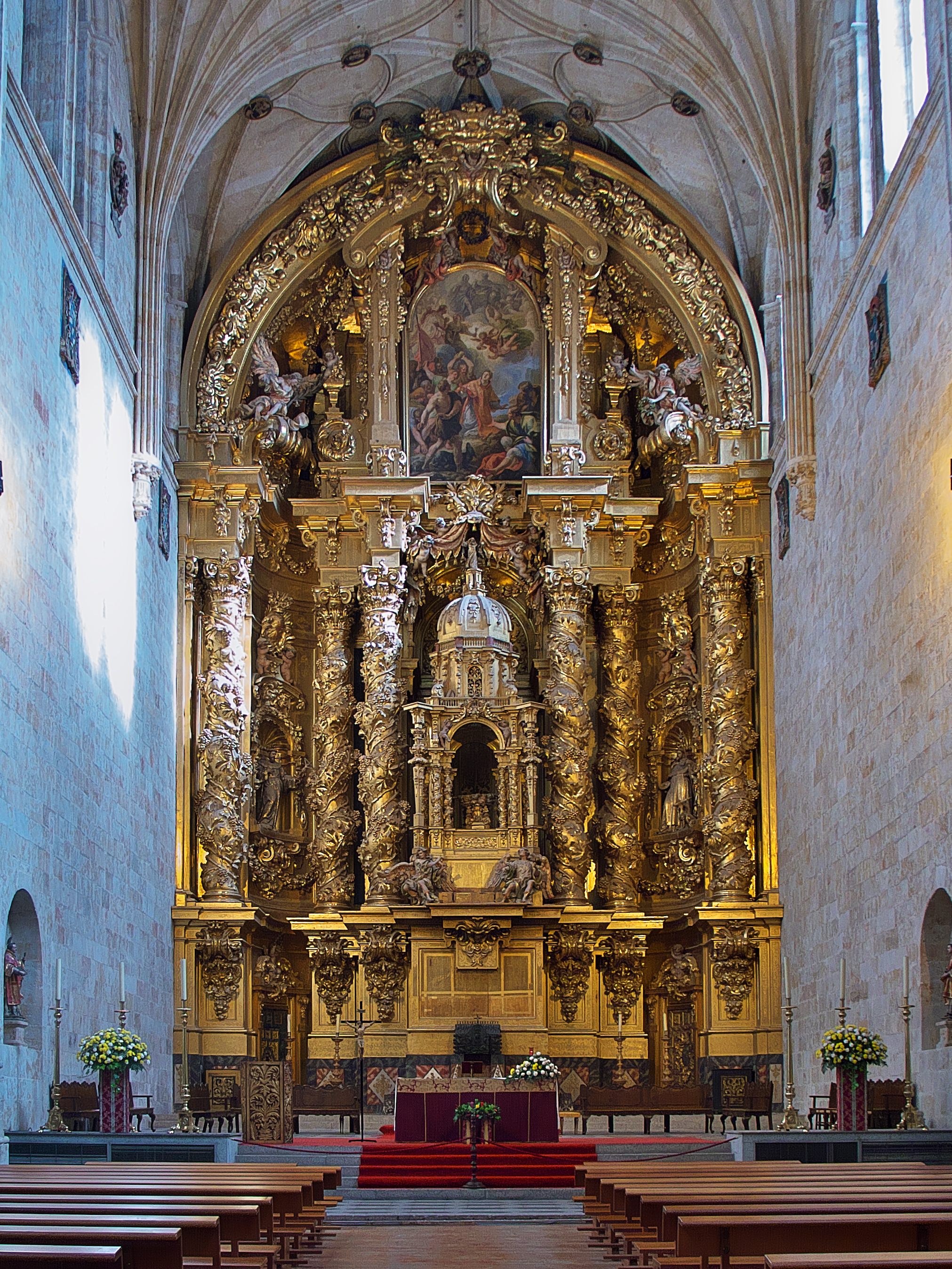
Retable de San Estaban à Salamanque.